# María Esperanza Barrios
María Esperança Bairros (San Carlos - 2 de outubro de 1931) foi uma escritora e jornalista uruguaia.

## Biografia
Nascida em San Carlos, juntamente com o seu irmão Pilar Barrios escreveu a obra A Verdade (1911-1914).
Posteriormente participou junto a Pilar e seu outro irmão, o jornalista Ventura Barrios, da fundação da revista Nossa Raça. Esta revista publicou-se em San Carlos entre março e dezembro de 1917 e chegou a contar com 250 subscritores. Uma segunda época dessa revista foi publicada em Montevideo, já sem Esperança Barrios, entre 1933 e 1948.